# 玉龙镇 (重庆市)
玉龙镇，是中华人民共和国重庆市大足区下辖的一个乡镇级行政单位。，2002 年龍水鎮所轄大土、三教、小河、長河、清源5村劃歸玉龍鎮。

## 歷史沿革
宣統二年析龍水鎮地置玉龍鄉，歷民國至解放相沿。1958年以龍水區所屬各鄉建龍水公社，玉龍鄉納入其中。次年仍以原鄉設公社，分置玉龍公社。1984年改為鄉。1985年改鄉為鎮，轄9村1居委。1996年鎮治由玉龍場遷溜水村。2002年以龍水鎮所轄大土、三教、小河、長河、清源5村劃歸玉龍鎮。2003年並村：並中心、財塘入黃桷村，長嶺入新益村，新華入東興村，並玉豐村、街村居委為玉豐社區居委，以溜水村組建溜水社區居委。玉龍、大土、小河、三教、長河、清源6村未動。轄9村，2居委。2011年改大土、小河、三教3村為社區，轄6村5社區。
- 舊玉龍鄉（9）：玉峰村、新華村、東興村、長嶺村、新益村、中心村、財塘村、玉龍村、溜水村
- 舊沙橋鄉（8）：幸光村、袁家村、清源村、印合村、大土村、長沙村、沙橋村、桂花村
- 舊平橋鄉（5）：三教村、平橋村、高坡村、碾盤村、小河村

## 行政区划
玉龙镇下辖以下地区：
玉丰社区、溜水社区、小河社区、三教社区、大土社区、黄桷村、东兴村、新益村、玉龙村、长沙村和清源村。